# 常琬
常琬，湖南长沙县人，清朝政治人物。同进士出身。
雍正八年（1730年）庚戌科三甲进士。乾隆六年（1741年）十月任江苏金山县知县，乾隆九年（1744年）七月去职，由娄县县丞王麟超暂署。十月，常琬复任。乾隆十二年（1747年）十月以引见去职。次年三月再任。乾隆十五年（1750年）七月聘闱去，由许吉璇暂署。十月，常琬再次复任，乾隆十七年（1752年）二月致仕。